# Gubazes II
Gubazes II di Lazica (in georgiano გუბაზ II?; ... – 555) fu re di Lazica da una data sconosciuta, sicuramente però compresa tra il 527 e il 541, fino alla sua morte, avvenuta nell'anno 555.
Fino alla sua morte fu una delle personalità centrali della guerra lazica, combattuta dal 541 al 562 tra l'Impero bizantino e quello Sasanide per il controllo della regione della Lazica, corrispondente grossomodo all'odierna Georgia. 
Inizialmente salito al trono come vassallo dell'imperatore bizantino, decise poi di chiedere assistenza ai rivali sasanidi a causa dei soprusi dei bizantini e della presenza del loro esercito nella zona, riuscendo così, nel 541, a cacciare i bizantini dalla capitale del regno e a far instaurare un protettorato persiano su tutta la regione. Tuttavia, i persiani si rivelarono ben presto peggiori dei bizantini - basti pensare che l'imperatore Cosroe I era palesemente intenzionato a cacciare dalla Lazica gli abitanti nativi, compreso il loro re, per ripopolarla con coloni persiani - così, nel 548, Gubazes chiese l'aiuto del vecchio alleato, Giustiniano I, che inviò nuovamente il suo esercito in Lazica. In piena guerra, dopo una serie di sconfitte subite dai Romani, Gubazes litigò con i generali bizantini, lamentandosene con l'imperatore e inimicandoseli tanto che, nel 555, furono proprio due di loro a ucciderlo.

## Biografia

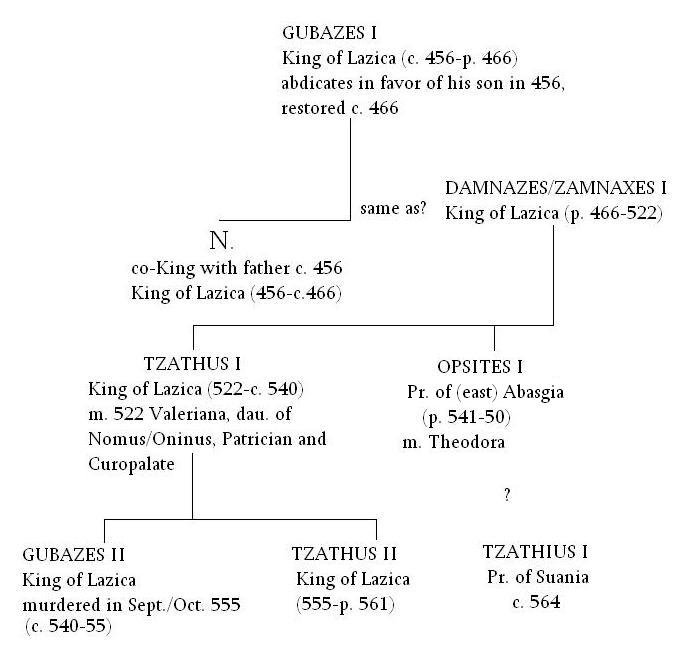
Un possibile albero genealogico della famiglia reale laza redatto da Cyril Leo Toumanoff

Gli antichi annali non forniscono notizie sui genitori di Gubazes II, tuttavia, il noto storico e genealogista russo Cyril Leo Toumanoff ha affermato di ritenere che egli fosse figlio di re Tzath I, e che quindi vantasse discendenza bizantina attraverso la madre, Valeriana, sposa di Tzath. L'usanza di sposare donne bizantine, appartenenti solitamente all'aristocrazia senatoria, era piuttosto comune tra i membri della famiglia reale laza: anche Opsites, zio di Gubazes e da molti ritenuto suo predecessore sul trono di Lazica, ad esempio, si era sposato con una nobildonna bizantina, tale Teodora.
È noto che Gubazes II ebbe un fratello minore, che gli succedette al trono con il nome di Tzath II, e una sorella il cui nome non ci è pervenuto, così come non ci sono pervenuti i nomi della sua sposa e dei suoi figli. Anche l'ascesa al trono di Gubazes non è del tutto chiara; infatti, mentre negli scritti del noto storico bizantino del VI secolo Procopio di Cesarea sembra che Gubazes sia succeduto allo zio Opsites, il già citato Toumanoff sostiene che Opsites non sarebbe stato altro che un membro della famiglia reale laza, nonché principe di Abcasia, senza tuttavia mai assurgere allo stato di re, e che quindi Gubazes sia succeduto direttamente a Tzath I, il cui regno sarebbe durato all'incirca fino all'anno 540/541 nonostante la sua ultima menzione nei testi antichi a noi noti risalga all'anno 527.
È molto probabile che prima della sua ascesa al trono Gubazes abbia vissuto per diversi anni a Costantinopoli, allora capitale dell'impero bizantino, poiché egli è indicato come detentore della carica di silenziario, una posizione influente tra i cortigiani del palazzo imperiale. Secondo alcuni, è comunque possibile, seppur meno probabile, che Gubazes possa aver ricevuto il titolo con nomina onoraria al momento della sua nomina a re di Lazica.

## Allenza con la Persia
Nel 522, appena salito al potere, re Tzath I rigettò lo zoroastrismo in favore del cristianesimo, rifiutandosi quindi di riconoscere la tradizionale sovranità esercitata sulla Lazica dall'impero sasanide e chiedendo supporto all'impero bizantino, allora sorretto dall'imperatore Giustino I. Da allora, il regno dei Lazi rimase pressoché sempre uno Stato cliente dell'impero bizantino, finché una serie di misure particolarmente soverchianti imposte dai bizantini durante il regno di Giustiniano I, tra cui spiccava il monopolio commerciale del sale introdotto dal magister militum Giovanni Tzibo, definito un "furfante" da Procopio di Cesarea, alienarono ai Romani le simpatie del popolo lazico e, nel 541, portarono Gubazes, nel frattempo salito sul trono, a cercare la protezione dell'impero sasanide, a quel tempo governato da Cosroe I.
 
Quest'ultimo, che già nel 540 aveva invaso il thema bizantino di Mesopotomia infrangendo la "Pace eterna" stipulata tra i due imperi nel 532 ponendo fine alla guerra iberica, nella primavera del 541 marciò alla testa delle sue truppe attraverso i passi di montagna e, guidato dai Lazi, giunse infine nel regno di Lazica, dove Gubazes lo accolse con il massimo degli onori e gli si sottomise. Dopo una strenua lotta, i Sasanidi riuscirono a conquistare la fortezza di Petra, difesa dalle truppe guidate da Giovanni Tzibo, che anni prima aveva fatto erigere il forte con il permesso dell'imperatore e che perì nella lotta, e a cacciare i bizantini dalla regione. Una volta conquistata la sovranità sulla regione, tuttavia, i Sasanidi si rivelarono ben presto degli alleati peggiori dei bizantini, tanto che il sovrano persiano progettò quasi subito di assassinare Gubazes, avendo come intenzione futura quella di sostituire i nativi Lazi con dei coloni persiani. Venuto a conoscenza dei progetti di Cosroe, Gubazes decise quindi di rivolgersi nuovamente ai vecchi alleati bizantini.

## Nuova alleanza con l'impero bizantino
Nel settembre del 548, rispondendo alle richieste di aiuto di Gubazes, Giustiniano I inviò un esercito di 8 000 uomini - 7 000 bizantini e 1 000 tzani - agli ordini del generale Dagisteo che, assieme ad altri soldati lazi, mise sotto assedio la guarnigione persiana di stanza a Petra, la quale però, essendo ben rifornita di viveri e armamenti, riuscì a resistere fino all'arrivo dei rinforzi. Nonostante gli fosse stato consigliato da Gubazes di sorvegliare i passi montani che davano accesso alla regione, Dagisteo aveva destinato a tale missione solamente 100 uomini, che furono facilmente sconfitti dai soccorsi inviati dai Sasanidi al comando di Mihr-Mihroe ("Mermeroes" nelle fonti bizantine), i quali riuscirono così a giungere a Petra e sconfiggere gli assedianti. Nonostante la vittoria, i persiani si trovarono presto a corto di rifornimenti, così, dopo aver rinforzato la guarnigione di Petra e lasciato un contingente di 5 000 uomini agli ordini di Fariburz ("Phabrizus" nelle fonti bizantine) perché si assicurasse di mantenere Petra sempre rifornita, Mihr-Mihroe tornò in Persarmenia. La primavera seguente, Gubazes e Dagisteo riunirono un esercito di 14 000 uomini riuscendo a sconfiggere l'esercito di Fariburz con un attacco a sorpresa e a cacciare i sopravvissuti nella regione dell'Iberia. L'estate successiva, i due riuscirono a fermare una nuova avanzata dei persiani, stavolta al comando di Khorianes, presso l'attuale fiume Tskhenistskali, ma non riuscirono a impedire a un altro contingente persiano di rifornire il forte di Petra, ancora in mano ai nemici. Dopo quest'ultima vicenda e il precedente fallito assedio a Petra, Gubazes si lamentò con Giustiniano della condotta del generale Dagisteo, che fu infine richiamato a Costantinopoli, posto in arresto e sostituito con Bessa.

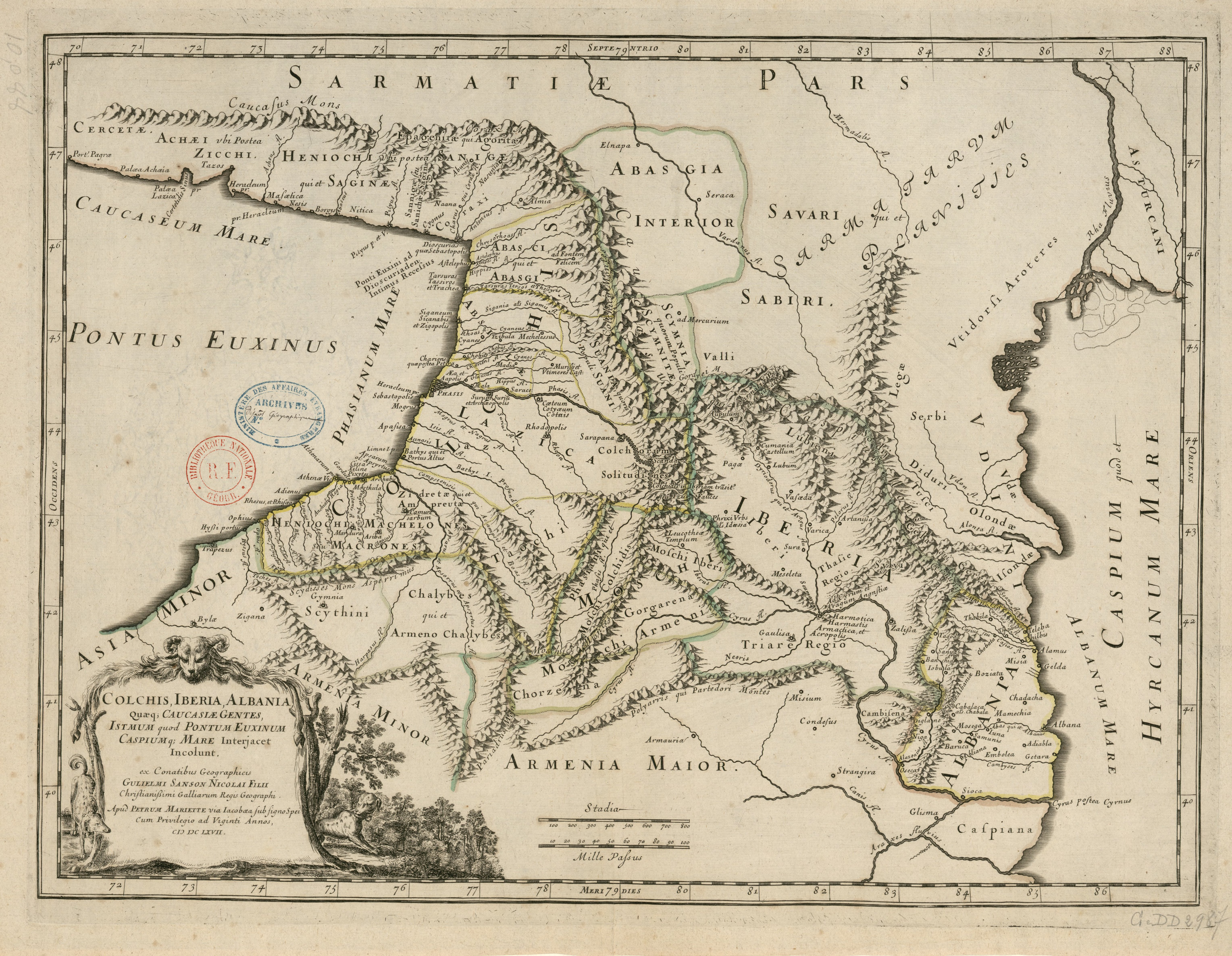
In questa Antica mappa è possibile vedere l'ubicazione della regione degli Abasci, di quella degli Apsili e della Lazica.

Nel 550, lo scoppio di una rivolta filo-persiana tra gli Abasci, una delle tante tribù residenti in Abcasia, secondo alcuni guidata da quello stesso Opsites che fu anche zio di Gubazes, fornì l'opportunità a un nobile lazo di alto rango, tale Terdetes, che in passato aveva avuto uno scontro con Gubazes, di cedere ai Persiani un importante forte nella regione laza dell'Apsilia. Gli abitanti della regione, posta sotto la sovranità della Lazica, riuscirono a riprendere il forte ma rifiutarono di accettare nuovamente la sovranità di Gubazes finché non furono persuasi dal comandante bizantino Giovanni Guzes, il quale peraltro, assieme al comandante Uligago e al generale Bessa, riuscì a porre fine alla rivolta degli Abasci.
Nel 551, i Bizantini riuscirono finalmente a prendere il forte di Petra, radendolo al suolo, tuttavia, un nuovo esercito persiano, comandato ancora da Mihr-Mihroe, riuscì a prendere il controllo della Lazica orientale, costringendo i bizantini a ritirarsi a ovest, verso la foce dell'attuale fiume Rioni, mentre i lazi, compresi Gubazes e la sua famiglia, decisero di cercare rifugio sulle montagne. Nonostante le dure condizioni a cui li sottopose l'inverno del 551/552, Gubazes e i suoi rifiutarono tutte le offerte di pace inviategli dai Sasanidi, i quali, nonostante avessero ricevuto sostanziali rinforzi dalla madre patria, videro sempre respinti i loro attacchi sia da parte dei bizantini che dei lazi.

## La morte
Nel corso dei due anni successivi, i Bizantini aumentarono le loro forze nella Lazica senza però riuscire a ottenere un successo decisivo; Gubazes litigò quindi con i generali alleati, accusandoli di inettitudine e si rivolse nuovamente a Giustiniano additandoli come incapaci e responsabili di tutte le sconfitte subite da parte dei persiani. Bessa fu quindi richiamato, ma il generale Martino e il sacellario Rustico, decisi a sbarazzarsi di Gubazes, denunciarono a loro volta quest'ultimo a Giustiniano, accusandolo di fare il doppio gioco. L'imperatore ordinò quindi di arrestare il sovrano lazo, autorizzando i generali a usare la forza, se necessaria, e di condurlo a Costantinopoli perché potesse essere da lui interrogato. Nel settembre/ottobre del 555, Gubazes fu quindi invitato dai due ad osservare il sito di un forte controllato dai Persiani e, durante l'incontro, fu pugnalato da Giovanni, fratello di Rustico, e quindi finito da uno dei servi di quest'ultimo.
Dopo la morte del proprio re, i Lazi si astennero dal partecipare ad altre operazioni contro i Persiani, portando al fallimento di un attacco bizantino contro il forte di Onoguris. Una rappresentanza del popolo lazo informò inoltre Giustiniano degli eventi, chiedendo l'apertura di un'indagine sulla morte di Gubazes e che il fratello minore di quest'ultimo, Tzath, a quel tempo residente a Costantinopoli, fosse incoronato nuovo sovrano. L'imperatore acconsentì alle loro richieste, inviando un senatore di nome Atanasio a indagare sull'omicidio e affiancando ad esso Tzath, perché prendesse il posto del fratello. Le prove raccolte da Atanasio scagionarono Gubazes da ogni accusa di tradimento e portarono alla condanna a morte di Rustico e suo fratello Giovanni, che furono giustiziati nell'autunno del 556, nonché alla deposizione di Martino.